# Alberto Pizzigoni
Alberto Pizzigoni (Milano, 6 marzo 1928 – Bosa, 12 giugno 2013) è stato un musicista italiano.

## Biografia
Il padre Pietro (1905-1963) era un musicista milanese di musica leggera e jazz. Fu però il nonno paterno a dargli le prime lezioni di chitarra. Nel 1940 il padre emigrò in Germania per continuare la professione del musicista. A causa degli eventi bellici dovette trasferirsi con la famiglia a Fara Gera d'Adda (Bergamo) presso parenti.
Finite le ostilità, tornato il padre Pietro (scampato al bombardamento di Dresda), iniziò a suonare con una sua orchestra per le truppe americane. Avendo scoperto che il diciassettenne Alberto conosceva gli accordi di molti brani di moda, lo ingaggiò nella band, anche allo scopo di avere due paghe in famiglia. Nel 1948 sposò Adelina Pettine, di tre anni più grande, che negli anni successivi gli diede tre figli.
Tra il 1947 e il 1953 suonò con diverse formazioni sia in Italia che all'estero. I suoi colleghi furono: Pino Calvi, Gil Cuppini, Vittorio Paltrinieri, Nino Impallomeni, Armando Sciascia, Franco Cerri, Ubaldo Beduschi, Pinun Ruggeri, Renzo Nardini, Cosimo Di Ceglie, Luciano Zuccheri, Max Springer, Rodolfo Bonetto ed altri. Il violinista Armando Sciascia fu decisivo per la formazione di Alberto Pizzigoni. Lo spronò a studiare metodicamente per raggiungere un livello professionale.
Nel 1953 fu ingaggiato da Renato Carosone. Il successo migliorò la sua situazione economica, ma, non amando il genere musicale che proponeva il musicista napoletano, lasciò il complesso nel settembre nel 1956, alla vigilia di una tournée negli Stati Uniti.
Per alcuni anni ebbe una propria formazione comprendente Riccardo Rauchi (clarinetto e sax), Lino Liguori (batteria), Francesco Acocella (pianoforte), Piero Giorgetti e poi Giulio Tumeo (basso e canto). In quegli anni suonò e incise dischi anche con Nicola Arigliano e con la giovane e brillante cantante Franca Di Rienzo. In quegli anni si dedicò intensamente alle registrazioni discografiche per cantanti quali Adriano Celentano, Mina, Milva, Gigliola Cinquetti, Betty Curtis, Johnny Dorelli, Giorgio Gaber, Enzo Jannacci, Caterina Caselli, Little Tony, Bobby Solo, Gino Corcelli e altri. Iniziò anche a collaborare stabilmente con l'orchestra della RAI. Prese parte come chitarrista principale a dodici Festival di Sanremo consecutivi (1958-1969).
Tra la fine degli anni 1950 ed i primi anni 1960 lavorò intensamente con il compositore, pianista e direttore d'orchestra Aldo Rossi (Milano, 1933) dal quale (Rossi ha conseguito sette diplomi in Conservatorio) ha appreso profonde nozioni di contrappunto. Nel contempo ha lavorato con musicisti del livello di Armando Trovajoli, Gianni Ferrio, Pino Calvi e Giampiero Boneschi, oltre che con il grandissimo maestro Gorni Kramer, con il quale iniziò a suonare all'età di diciotto anni.
Scosso dalla morte prematura del padre nel 1963, decise di abbandonare l'attività nei locali notturni e iniziò a praticare vari sport. Dalla fine degli anni cinquanta compose, arrangiò e incise innumerevoli colonne sonore per film pubblicitari e per cartoni animati. Ha inciso con i suoi arrangiamenti e la sua direzione d'orchestra dischi con il tenore Gastone Limarilli ed il baritono Gino Bechi.
È stato in numerose tournée con la cantante Milva (Stati Uniti, Brasile, Argentina, Uruguay) come chitarrista, autore degli arrangiamenti e direttore degli ensemble.
Come richiesto per i turnisti, Pizzigoni era dotato di ottima lettura a prima vista dello spartito e, anche grazie a questa peculiarità, fu messo sotto contratto dal Teatro alla Scala per l'esecuzione di musiche di George Gershwin (nel 1965) e per l'opera La misura, il mistero di Angelo Paccagnini (1970).
Nel 1971 fu assunto dalla RAI di Milano come prima chitarra, in virtù della fama precedentemente acquisita. Spesso fu richiesto come chitarrista nell'orchestra sinfonica. Negli anni della RAI (1971-1988) ebbe all'attivo numerosi concerti jazz con musicisti quali Gorni Kramer, Stéphane Grappelli, Gerry Mulligan ed altri.
A fine anni sessanta il collega chitarrista Luciano Zuccheri lo iniziò allo studio della chitarra classica. Negli anni settanta prese lezioni dal chitarrista Mauro Storti.
La lunga malattia e la scomparsa della moglie Adelina avvenuta nel 1988 lo spinsero ad andare in pensione. Qualche anno dopo riprese a suonare con il suo antico collega (avevano lavorato insieme nel 1947), il cantante Vittorio Paltrinieri, in un ensemble. Nel frattempo ha continuato a comporre, incidere e produrre brani per il cinema e la pubblicità, con la collaborazione al flauto del figlio Maurizio (Mauri). L'ultimo album jazz fu del 1989. Il titolo Mildness per trio jazz, assieme a Daliso Cervesato e Sergio Palmieri.
Nel 2001 lasciò Milano per ritirarsi a Stradella con la seconda moglie Maria Viel. Dal 2010 le sue condizioni di salute andarono peggiorando, sino alla morte occorsa a Bosa il 12 giugno 2013. Dopo la cremazione, le sue ceneri riposano nel Cimitero di Chiaravalle, a Milano.